# Oksmetidin
Oksmetidin je antagonist H2 receptora.